# Pulsar del Granchio
La pulsar del Granchio (PSR B0531+21 o PSR J0534+2200) è una stella di neutroni relativamente giovane situata al centro della Nebulosa del Granchio, il resto della supernova SN 1054. Scoperta nel 1968, fu la prima pulsar ad essere messa in relazione con un resto di supernova, una scoperta fondamentale per l'interpretazione delle pulsar come stelle di neutroni ad elevata velocità di rotazione.

## Caratteristiche

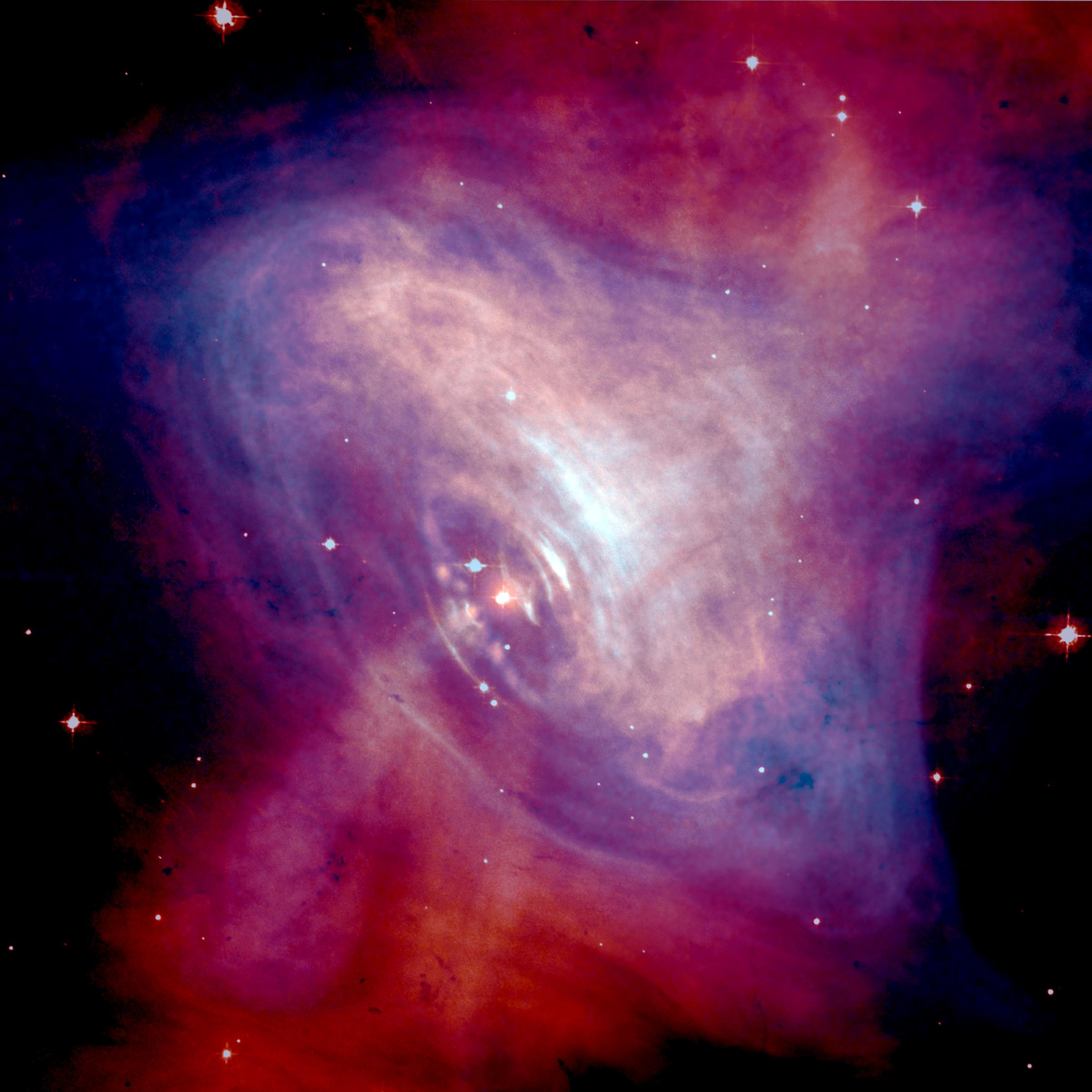
La Nebulosa del Granchio, al cui centro è visibile la Pulsar. L'immagine combina dati ripresi nel visibile da HST (in rosso) e nei raggi X da Chandra (in blu)

La pulsar del Granchio ha un diametro, nel visibile di circa 28–30 km e compie una rotazione in 33 millisecondi, cioè compie 30 giri al secondo, ma si ritiene che stia rallentando di 38 nanosecondi al giorno a causa della grande quantità di energia emanata tramite vento; talvolta il suo periodo di rotazione mostra dei forti cambiamenti, noti come glitch. Tale vento, accelerato a velocità relativistiche, interagisce con i gas della nebulosa producendo un'emissione di sincrotrone che costituisce la gran parte dell'emissione dell'oggetto, rivelata in quasi tutto lo spettro elettromagnetico, dalla banda radio ai raggi gamma.  L'energia rilasciata man mano che la pulsar rallenta è notevolissima e potenzia le emissioni di sincrotrone della Nebulosa del Granchio, che ha una luminosità totale di circa 75.000 volte quella del Sole.
La forte emissione di energia della pulsar crea un'insolita regione dinamica al centro della nebulosa; mentre la gran parte degli oggetti astronomici evolvono talmente lentamente che i cambiamenti sono apprezzabili solo nella scala di diversi anni, le parti più interne della Nebulosa del Granchio mostrano dei cambiamenti nell'ordine di appena pochi giorni. La struttura più dinamica delle regioni centrali della nebulosa è il punto dove il vento equatoriale della pulsar colpisce la massa della nebulosa stessa, formando una sorta di termination shock. La forma e la posizione di questa struttura cambiano rapidamente, a seconda dell'intensità del vento equatoriale, che appare come una serie di sbuffi che si illuminano e si dissolvono mentre si allontanano dalla pulsar, per poi mescolarsi ai gas della parte principale della nebulosa.
La pulsar fornisce un forte segnale periodico che può essere usato per controllare le temporizzazioni dei sensori a raggi X. Nell'astronomia a raggi X, crab (parola inglese che significa "Granchio") e il suo sottomultiplo millicrab sono a volte usate come unità di misura della densità di flusso. Un millicrab equivale ad una densità di flusso di 2,4 × 10−11 erg s−1 cm−2 (nel SI 2,4 × 10−14 W m−2) nella banda dei raggi X ad energia compresa tra 2 e 10 keV. Pochissime sorgenti a raggi X hanno una luminosità superiore ad 1 crab.

## Storia osservativa

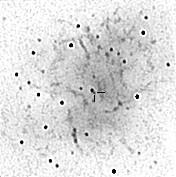
La Pulsar del Granchio, segnata da due linee che si incrociano ad angolo retto in sua prossimità, osservata nel visibile in bianco e nero.

La storia osservativa della pulsar ha origine con i primi tentativi di identificazione nel visibile dell'astro centrale della Nebulosa del Granchio, che portarono all'identificazione, nei pressi del suo centro, di due stelle, note nella letteratura scientifica dell'epoca come north following star (stella che segue a nord) e south preceding star (stella che segue a sud). Nel settembre del 1942 Walter Baade esclude come probabile stella centrale l'astro settentrionale, pur considerando inconcludenti le prove a supporto della stella meridionale; in contemporanea Rudolf Minkowski, sostenuto da prove di tipo spettrale, ha confermato la possibilità che la south preceding star fosse effettivamente la stella centrale della nebulosa, sebbene con un certo grado di incertezza.
Si scoprì anche che la regione attorno alla stella è una forte sorgente di onde radio, nel 1949, di raggi X, nel 1963, nonché una delle fonti più potenti di raggi gamma del nostro cielo, nel 1967. Nel 1967, Jocelyn Bell Burnell scoprì la prima sorgente radio pulsante, o pulsar: PSR B1919+21; nell'anno successivo, sfruttando il radiotelescopio di Green Bank, David H. Staelin ed Edward C. Reifenstein III individuarono nella Nebulosa del Granchio due sorgenti radio, di cui una presentava le caratteristiche proprie di questa nuova classe di sorgenti; a tali due sorgenti furono assegnate le designazioni NP 0527 e NP 0532. In seguito uno studio dimostrò che NP 0532 corrispondeva con l'astro centrale della Nebulosa del Granchio. Tale sorgente fu confermata anche dalle osservazioni condotte nello stesso anno dall'astronomo sovietico L. I. Matveenko. Le pulsar sono potenti sorgenti di radiazione elettromagnetica, emessa in pulsazioni brevi ed estremamente regolari molte volte al secondo; quando furono scoperte, nel 1967 erano uno dei più grandi misteri dell'astronomia e il gruppo di scienziati che per primi le scoprirono considerarono persino la possibilità che si trattasse di segnali provenienti da una civiltà avanzata. Tuttavia, la scoperta di una di queste pulsar all'interno della Nebulosa del Granchio era una prova consistente che questo tipo di oggetti esotici si formassero a seguito di un'esplosione di supernova. Ora è ben chiaro che si tratta di stelle di neutroni ruotanti a grande velocità, il cui campo magnetico concentra le loro radiazioni in stretti fasci.
Nel febbraio del 1969 furono riportati anche casi di osservazione delle pulsazioni nel visibile. Tuttavia, la stessa Jocelyn Bell afferma che la prima osservazione nel visibile delle pulsazioni della Pulsar del Granchio si deve a una donna che, verso la fine degli anni 1950, osservò la sorgente attraverso il telescopio dell'Università di Chicago, allora aperta al pubblico. Tuttavia il fatto fu attribuito dall'astronomo a cui la signora aveva chiesto consulenza a una mera scintillazione, nonostante le critiche della donna, la quale, in quanto pilota qualificata e dotata di una vista acuta, non si convinse delle conclusioni dell'astronomo, pensando che si trattasse in realtà di qualcosa di diverso. A tal proposito, la Bell Burnell afferma che la frequenza di pulsazione dell'oggetto nel visibile, pari a 30 Hz, è molto difficile da riscontrare per la gran parte delle persone.

## Possibile presenza di compagni planetari
Nel 1970 l'astronomo Michel Curtis ha proposto la presenza di un compagno planetario per esplicare alcune variazioni riscontrate nel tempo di pulsazione. L'oggetto ipotetico avrebbe una massa di 0,00001 masse solari (equivalenti a 0,01 masse gioviane o 3,3 masse terrestri) e sarebbe situato a 0,3 unità astronomiche dalla pulsar. La sua presenza non è stata confermata.
| Nome           | Nome           | Massa    | Semiasse maggiore | Periodo orbitale |
| -------------- | -------------- | -------- | ----------------- | ---------------- |
| PSR B0531+21 b | PSR B0531+21 b | ≥3,28 MT | 0,3 UA            | ? giorni         |